# Ventes-Saint-Rémy
Ventes-Saint-Rémy ist eine französische Gemeinde mit 216 Einwohnern (Stand: 1. Januar 2022) im Département Seine-Maritime in der Region Normandie. Sie gehört zum Arrondissement Dieppe, zum Kanton Neufchâtel-en-Bray und ist Mitglied des Kommunalverbands Communauté Bray-Eawy. Die Bewohner werden Ventois und Ventoises genannt.

## Geographie
Ventes-Saint-Rémy ist ein Wald- und Bauerndorf östlich des Zentrums des Départements im Waldgebiet Forêt d’Eawy im Naturraum Pays de Bray. Es liegt etwa 34 Kilometer nordöstlich von Rouen und etwa 28 Kilometer südöstlich von Dieppe.

### Nachbargemeinden
| Ardouval     | Pommeréval  |       |
| Bellencombre | Kompass     | Bully |
| Rosay        | Saint-Saëns |       |

## Bevölkerungsentwicklung
Die Bevölkerungsanzahl ist durch Volkszählungen seit 1793 bekannt. Die Einwohnerzahlen bis 2005 werden auf der Website der École des Hautes Études en Sciences Sociales veröffentlicht.
| Jahr | Bevölkerungsanzahl |
| ---- | ------------------ |
| 1962 | 205                |
| 1968 | 204                |
| 1975 | 161                |
| 1982 | 176                |
| 1990 | 207                |
| 1999 | 218                |
| 2006 | 234                |
| 2015 | 227                |

## Sehenswürdigkeiten
Die Kirche Saint-Remi stammt aus dem 19. Jahrhundert. In Ventes-Saint-Rémy befindet sich das Grab von Charles Lemercier de Longpré, Baron d’Haussez, Marineminister unter Karl X.

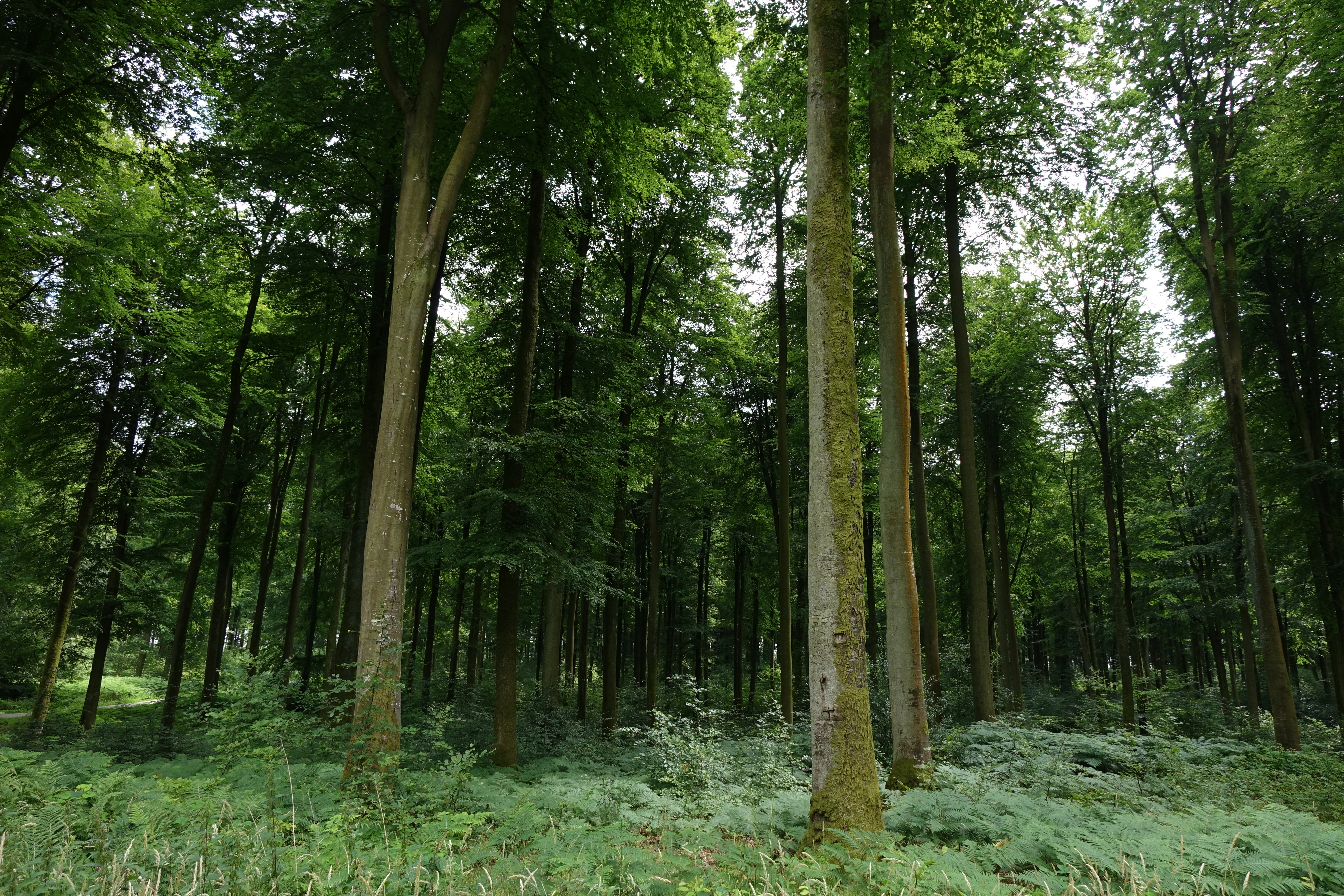
Forêt d’Eawy
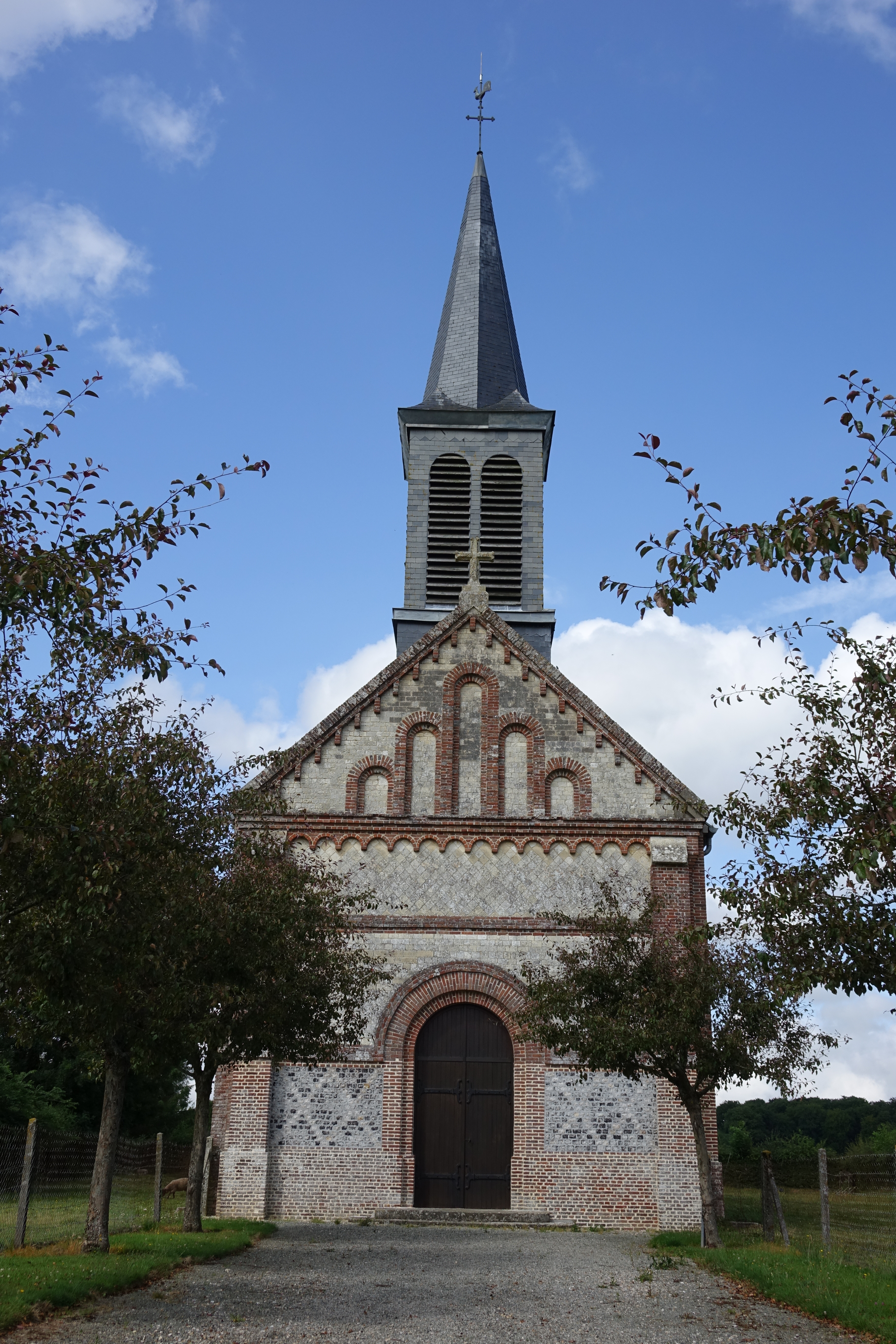
Kirche Saint-Remi